# Visinada
Visinada (in croato Vižinada) è un comune croato di 1 155 abitanti, situato nella parte occidentale dell'Istria a 17 km da Parenzo.
È situata all'intersezione tra la strada Buie-Pola (M2, E751) e la strada locale verso Parenzo.

## Storia
Le origini di Visinada risalgono alla Preistoria; inoltre scavi archeologici nei pressi del villaggio di Ferenci all'inizio degli anni '50 hanno trovato tracce di una necropoli del VII secolo. Il territorio era inserito nel feudo monastico dell'abbazia di San Michele Sottoterra di Diliano di Visignano. Il feudo era un vasto territorio, compreso fra i territori di Parenzo e Montona, che da Visignano attraverso la vasta campagna di Colombera andava a Santa Domenica fino alla Madonna dei Campi e Visinada e Torre di Parenzo.
Nel 1060 l'imperatore Enrico IV concede al vescovo Adelmano di Parenzo la giurisdizione dell'abbazia di San Michele Sottoterra: da questa data il monastero perderà la sua indipendenza pur conservando ampia autonomia, ed il feudo monastico entrerà nei possedimenti ecclesiastici della Diocesi di Parenzo.
Dopo il 1077 il vescovo di Parenzo donò Visinada e Visignano a Enrico di Eppenstein, marchese d'Istria.
La parrocchiale fu menzionata per la prima volta nel 1177 in un documento papale che garantiva al vescovo di Parenzo i privilegi sul paese.
Nel 1203 il paese è inserito nell'atto di ricognizione dei confini delle cosiddette “terre di S. Mauro”, nome che identificava il territorio di Parenzo, dal nome del vescovo Mauro di Parenzo (V secolo); l'atto di ricognizione era stato disposto dal Patriarca di Aquileia Volchero, marchese d'Istria. Allo stesso periodo risale il passaggio di Visinada e Visignano dal territorio di Parenzo a quello di Montona, ma restava la sua sottoposizione alla Diocesi di Parenzo.
Visinada appartenne dal 1278 al 1797 alla Repubblica di Venezia. Il territorio fu abitato da popolazioni provenienti dalla Venezia Giulia e tra il XVI e il XVII secolo giunsero famiglie contadine provenienti dalla Dalmazia e da altre zone in fuga dalle conquiste ottomane.
Alla caduta della Repubblica di Venezia, nel 1797, Visinada passò sotto la dominazione austriaca e poi della Francia napoleonica (1806 - 1814), all'interno delle province illiriche; in questo periodo al comune di Visinada venne aggregato il territorio di Visignano. Con il Congresso di Vienna Visinada, con l'Istria, tornò sotto l'Austria. Nel 1849 Visignano si staccò da Visinada e ritornò ad essere un comune autonomo; in seguito gli furono aggregati Montelino/S. Vitale (1851), Mondellebotte e San Giovanni della Cisterna (1864).
Al termine della prima guerra mondiale, dopo il trattato di Rapallo, passò al regno d'Italia. Al termine della seconda guerra mondiale passò alla Croazia nella federazione jugoslava. Come in diverse altre località dell'Istria, molti abitanti lasciarono il paese a causa dell'esodo istriano. Nel 1991 Visinada divenne parte della Croazia indipendente.

## Società

### La presenza autoctona di italiani
È presente una comunità di italiani autoctoni che rappresentano una minoranza residuale di quelle popolazioni italofone che abitarono per secoli la penisola dell'Istria e le coste e le isole del Quarnaro e della Dalmazia, territori che appartennero alla Repubblica di Venezia. La presenza degli italiani a Visinada è drasticamente diminuita in seguito all'esodo giuliano dalmata, che avvenne dopo la seconda guerra mondiale e che fu anche cagionato dai "massacri delle foibe".
Secondo il censimento del 1910 nell'abitato di Visinada vivevano 1653 parlanti italiano, 705 serbo-croato e 7 tedesco. Secondo il censimento del 2011 risulta esistente una minoranza di 90 italiani, pari allo 7,77%, riuniti nella locale Comunità degli Italiani di Visinada che aderisce all'Unione Italiana.

### Lingue e dialetti
| %      | Ripartizione linguistica (gruppi principali) |
| ------ | -------------------------------------------- |
| 90,59% | madrelingua croata                           |
| 8,36%  | madrelingua italiana                         |

| %      | Ripartizione linguistica (gruppi principali) |
| ------ | -------------------------------------------- |
| 89,55% | madrelingua croata                           |
| 7,77%  | madrelingua italiana                         |

## Località
Il comune di Visinada è diviso in 27 insediamenti (naselja):
- Baichini (Bajkini)
- Baldassi (Baldaši)
- Bucori (Bukori)
- Cerclada / Cerolada (Crklada)
- Facchinetti (Danci)
- Ferenzi (Ferenci)
- Filippi (Filipi)
- Grubissi (Grubići)
- Iadrucchi (Jadruhi)

- Lassici (Lašići)
- Marcovici (Markovići)
- Mastellici (Mastelići)
- Mechissi (Mekiši kod Vižinade)
- Monte Lassici (Vrh Lašići)
- Montepilato (Čuki)
- Monteritossa (Brig)
- Narducci (Nardući)
- Ochinici (Ohnići)

- Pescovizza (Piškovica)
- Stanissi (Staniši)
- Trombal (Trombal)
- Velli (Velići)
- Visinada (Vižinada), sede comunale
- Vranici (Vranići kod Vižinade)
- Vragnasella / Vernisello (Vranje Selo)
- Zermani (Vrbani)
- Zudetti (Žudetići)

## Economia
L'economia è basata essenzialmente sull'agricoltura.

## Clima
| Visinada            | Mesi | Mesi | Mesi | Mesi | Mesi | Mesi | Mesi | Mesi | Mesi | Mesi | Mesi | Mesi | Stagioni | Stagioni | Stagioni | Stagioni | Anno  |
| Visinada            | Gen  | Feb  | Mar  | Apr  | Mag  | Giu  | Lug  | Ago  | Set  | Ott  | Nov  | Dic  | Inv      | Pri      | Est      | Aut      | Anno  |
| ------------------- | ---- | ---- | ---- | ---- | ---- | ---- | ---- | ---- | ---- | ---- | ---- | ---- | -------- | -------- | -------- | -------- | ----- |
| T. max. media (°C)  | 6,8  | 8,0  | 11,2 | 15,1 | 19,7 | 23,4 | 26,2 | 25,9 | 22,2 | 17,6 | 12,0 | 8,6  | 7,8      | 15,3     | 25,2     | 17,3     | 16,4  |
| T. min. media (°C)  | 2,5  | 2,7  | 5,0  | 8,1  | 12,3 | 15,9 | 18,5 | 18,4 | 15,3 | 11,6 | 6,7  | 4,0  | 3,1      | 8,5      | 17,6     | 11,2     | 10,1  |
| Precipitazioni (mm) | 81   | 74   | 76   | 90   | 83   | 87   | 71   | 92   | 112  | 106  | 125  | 96   | 251      | 249      | 250      | 343      | 1 093 |